# 伍生荣
伍生荣（1918年—2011年），男，江西石城人，中华人民共和国军事人物，政治人物，中国人民解放军少将，曾任兰州军区副司令员，中共青海省委书记，第五届全国人大代表。